# James G. Oldroyd
James Gardner Oldroyd (* April 1921 in Bradford; † 22. November 1982) war ein britischer angewandter Mathematiker und Ingenieurwissenschaftler (theoretische Rheologie).
Oldroyd besuchte die Bradford Grammar School (die er mit 14 Jahren abschloss aber noch weitere vier Jahre besuchen musste, da er in seinem Alter noch nicht studieren konnte) und studierte ab 1939 an der Universität Cambridge (Trinity College) mit dem Bachelor-Abschluss. Als Student gewann er 1941 den Rouse Ball Preis und 1942 den Mayhew Preis. Im Zweiten Weltkrieg arbeitete er für das Nachschub-Ministerium (Ministry of Supply) in Aberporth an der Küste von Wales in der Raketenforschung und war ab 1945 in den Forschungslaboratorien von Courtaulds in Maidenhead, einem Hersteller von Viskosefaser. Dort arbeitete er eng mit den experimentellen Rheologen D. J. Strawbridge und B. A. Toms. Er veröffentlichte eine Reihe einflussreicher Arbeiten, insbesondere 1950 eine Arbeit über die Formulierung von Zustandsgleichungen in der Rheologie. Weiter befasste er sich mit Emulsionen (Mikrorheologie) und veröffentlichte über Plastizität von Bingham-Körpern und anderen Modellen (Teil seiner Dissertation in Cambridge). 1953 war er Treasurer (Schatzmeister) des 2. International Congress of Rheology in Cambridge und im selben Jahr wurde er Professor für angewandte Mathematik an der University of Wales in Swansea, ab 1957 als Leiter der Abteilung angewandte Mathematik. 1965 wurde er Professor an der Universität Liverpool, wo er 1973 Leiter der Abteilung angewandte Mathematik und theoretische Physik wurde. Er starb plötzlich und ohne Vorwarnung auf dem Weg zur Universität.
Er erhielt 1964 den Adams-Preis in Cambridge und 1984 die Goldmedaille der British Society of Rheology.
1946 heiratete er Kathryn Evans und hatte mit ihr drei Söhne.

## Schriften
- A rational formulation of the equations of plastic flow for a Bingham solid. Band 43, 1947, S. 100–105.
- Rectilinear plastic flow of a Bingham solid, Teil I (Flow between eccentric circular cylinders in relative motion). Math. Proc. Cambridge Phil. Soc., Band 43, 1947, S. 396–405, Teil II (Flow between confocal elliptic cylinders in relative motion). Band 43, 1947, S. 521–532, Teil III (A more general discussion of steady flow). Band 44, 1948, S. 200–213.
- Rectilinear flow of non-Bingham plastic solids and non-Newtonian viscous liquids. Math. Proc. Cambridge Phil. Soc., Teil 1, Band 45, 1949, S. 595–611, Teil 2, Band 47, 1951, S. 410–418.
- On the Formulation of Rheological Equations of State. Proc. Roy. Soc. A, Band 200, 1950, S. 523–541.
- mit  D. J. Strawbridge, B. A. Toms: A coaxial-cylinder elastoviscometer. Proc. Phys. Soc. Sect. B, Band 64, 1951, S. 44.
- The rheology of some two-dimensional disperse systems. Math. Proc. Cambridge Phil. Soc., Band 53, 1957, S. 514–524.
- Non-Newtonian effects in steady motion of some idealized elastico-viscous liquids. Proc. Roy. Soc. A, Band 245, 1958, S. 291.